# Belgisch getal
Een Belgisch getal is een natuurlijk getal met een bijzondere eigenschap, bedacht door de Belgische amateurwiskundige Eric Angelini. Hij noemde het eerst Ericgetal, maar veranderde dat later in "Belgisch getal". Angelini bedacht deze getallen rond 2005, nadat hij had kennisgemaakt met de Keithgetallen.

## Definitie
Stel {\displaystyle k} is een van de gehele getallen 0 tot en met 9. Het getal {\displaystyle n} is een Belgisch {\displaystyle k}-getal als {\displaystyle n} voorkomt in de stijgende getallenrij die begint met {\displaystyle k} en waarvan de verschillen tussen twee opeenvolgende getallen bij herhaling steeds opeenvolgend gelijk zijn aan de opeenvolgende cijfers van {\displaystyle n}.

## Voorbeeld
Veronderstel dat {\displaystyle k=7} en {\displaystyle n=152}. De rij die begint met 7 en waarin de verschillen tussen de opeenvolgende getallen gelijk zijn aan 1, 5, 2, 1, 5, 2, 1, 5, 2, ... is de rij: 7, 8, 13, 15, 16, 21, 23, 24, 29, 31, ... Indien 152 in deze rij voorkomt is het een Belgisch 7-getal.
Dit is inderdaad het geval. Men kan dit nagaan met de volgende redenering:
- {\displaystyle n} heeft 3 cijfers en de som van de cijfers van {\displaystyle n} is 1+5+2 = 8
- het verschil tussen het getal op positie {\displaystyle p} in de rij en dat op positie {\displaystyle p+3}is steeds gelijk aan 8.
- {\displaystyle n} is dan een Belgisch {\displaystyle k}-getal indien het verschil tussen {\displaystyle n} en een van de eerste 3 getallen in de rij een veelvoud is van 8. Hier zijn de eerste 3 getallen: 7, 8 en 13, en 152-8=144 is een veelvoud van 8.

Anders gezegd: {\displaystyle n} is een Belgisch {\displaystyle k}-getal indien de rest van de deling van {\displaystyle n-k} door de som {\displaystyle s} van de cijfers van {\displaystyle n}, gelijk is aan nul of gelijk aan de som van de eerste {\displaystyle x} cijfers van {\displaystyle n}, waarbij {\displaystyle x} mag gaan van 1 tot het aantal cijfers van {\displaystyle n}. Hier is 152-7 = 145 en de rest bij deling door 8 is 1, wat gelijk is aan het eerste cijfer van {\displaystyle n}.
160 is geen Belgisch 7-getal, want 160-7 = 153 en de rest bij deling door 7 is 6, en 6 is niet gelijk aan 1, 1+6 of 1+6+0.

## Enkele eigenschappen
- Elk Harshadgetal (in decimale notatie) is een Belgisch 0-getal.
- Er zijn voor elke beginwaarde {\displaystyle k}, oneindig veel Belgische {\displaystyle k}-getallen.
- Elk positief geheel getal is een Belgisch {\displaystyle k}-getal voor minstens een {\displaystyle k}.
- Elk Belgisch 0-getal is ook een Belgisch {\displaystyle k}-getal voor minstens een andere waarde van {\displaystyle k}.

## Lijsten van Belgische getallen
- Belgische 0-getallen: rij A106039 in OEIS
- Belgische 1-getallen: rij A106439 in OEIS
- Belgische 2-getallen: rij A106518 in OEIS
- Belgische 3-getallen: rij A106596 in OEIS
- Belgische 4-getallen: rij A106631 in OEIS
- Belgische 5-getallen: rij A106792 in OEIS
- Belgische 6-getallen: rij A107014 in OEIS
- Belgische 7-getallen: rij A107018 in OEIS
- Belgische 8-getallen: rij A107032 in OEIS
- Belgische 9-getallen: rij A107043 in OEIS

## Zelf-Belgische getallen
Eric Angelini definieerde ook de zogenaamde "zelf-Belgische getallen" (of Belgische getallen van de tweede soort) als die Belgische getallen waarvan de rij begint met dezelfde cijfers als die van het getal zelf, in dezelfde volgorde. Bijvoorbeeld 918 is een zelf-Belgisch getal omdat het een Belgisch 9-getal is met als corresponderende rij: 9, 18, 19, 27, 36, 37, 45, ..., 909, 918, 919, ...  
Er zijn oneindig veel van deze getallen maar ze zijn veel zeldzamer dan "gewone" Belgische getallen. Van alle getallen met evenveel cijfers kunnen er maximaal negen een zelf-Belgisch getal zijn (er kunnen er geen twee met hetzelfde cijfer beginnen). De eerste keer dat dit voorkomt is voor het triviale geval van de eencijferige getallen 1 tot en met 9; de tweede keer voor de getallen met 1899283 cijfers.
De eerste van deze getallen zijn: 1, 2, 3, 4, 5, 6, 7, 8, 9, 61, 71, 918, 3612, 5101, 8161, 12481, 51011, 248161, ... (rij A107070 in OEIS)